# Fier (fiume)
Il Fier /fjɛʁ/ è un fiume francese a carattere torrentizio delle Prealpi dell'Alta Savoia, affluente sinistro del Rodano, lungo 71,9 km. Il suo corso presenta un'interessante biodiversità sia per la flora (foreste fossili e alluvionali) che per la fauna.
Il fiume nasce sulla Catena des Aravis, sul Mont Charvin, discende la valle di Manigod, poi quella di Thônes. Lungo il suo percorso bagna Dingy-Saint-Clair, Annecy-le-Vieux e Annecy, attraversa le gorges du Fier per poi aprirsi nella Val-de-Fier, prima della parte finale del suo percorso tra la montagne du Gros Foug (1057 m) e la montagne des Princes (937 m); il Fier sfocia nel Rodano presso Seyssel con una potenza tale da permettergli di scorrere nel senso inverso della corrente del grande fiume.

## Affluenti
I suoi principali affluenti sono:
- il Nom (riva destra) à Thônes 17,8 km;
- la Fillière (riva destra) ad Argonay, portata media 4.5 m3/s 24,2 km
- il Thiou (riva sinistra) (fiume lungo 3,5 km, il più breve di Francia, emissario del lago di Annecy) ad Annecy, portata media 8,0 m3/s
- lo Chéran (riva sinistra) à Rumilly, portata media 7,8 m3/s 53.7 km.

Il fiume è alimentato essenzialmente da acque piovane e da acque di disgelo in primavera. Dopo episodi pluviali, la sua portata aumenta notevolmente nel giro di 2/4 giorni.